# 杜智
杜智（1329年—1425年），字仲才，太平府蕪湖縣人，明朝政治人物。

## 生平
杜智在洪武二十九年（1396年）由舉文學獲授隨州知州，為政寬仁公平，因為不忍心州民繳付嚴苛稅收而欠交租稅，按例應該謫戍；給事中胡湜上疏他的賢能，因此在建文元年（1399年）陞為北平知府。燕王朱棣起兵靖難，他供應糧餉有功勞，於永樂元年（1403年）陞為陝西右布政使，同年轉左布政使；次年（1404年）丁憂回鄉；至五年（1407年）服桑完畢後補任河南左布政使，十二年（1414年）卻因事入獄。
永樂二十二年（1424年）杜智獲釋，起用為南京右都御史掌院事，洪熙元年（1425年）致仕去世，年九十七歲，得賜祭葬。

## 引用
1. 1 2  民國《蕪湖縣志·卷四十八·人物志 宦績》：杜智，字仲才，洪武間由監生任湖廣隨州知州，政尚寬平，以不忍峻征逋稅，例當謫去，會給事中胡湜以智廉慧聞，陞北平知府。永樂靖難兵起，供運饋餉，勞績昭著，論功陞陝西左布政使，旋改河南。秩滿，陞南京右都御史，洪熙元年致仕卒，年九十七，賜祭葬。
2. ↑  《國朝列卿紀·卷之七十四·南京都察院左右都御史年表》：杜智 直隸蕪湖人，洪武中年舉文學，永樂二十二年任右都御史，掌院事，洪熙元年免。
3. ↑  《國朝列卿紀·卷之七十四·南京都察院左右都御史行實》：杜智，字□□，直隸太平府蕪湖縣人，洪武二十九年舉文學，授隨州知州，在州有聲。以逋稅當謫戍，廷臣疏其賢。革除（建文）元年陞北平知府，永樂元年陞陝西右布政使，本年轉左。二年丁憂，五年服闋，補河南左布政使，十二年以事下獄。二十二年釋，繫起南院右都御史，掌院事，洪熙元年卒，賜祭葬。